# Schweizerischer Bund abstinenter Frauen

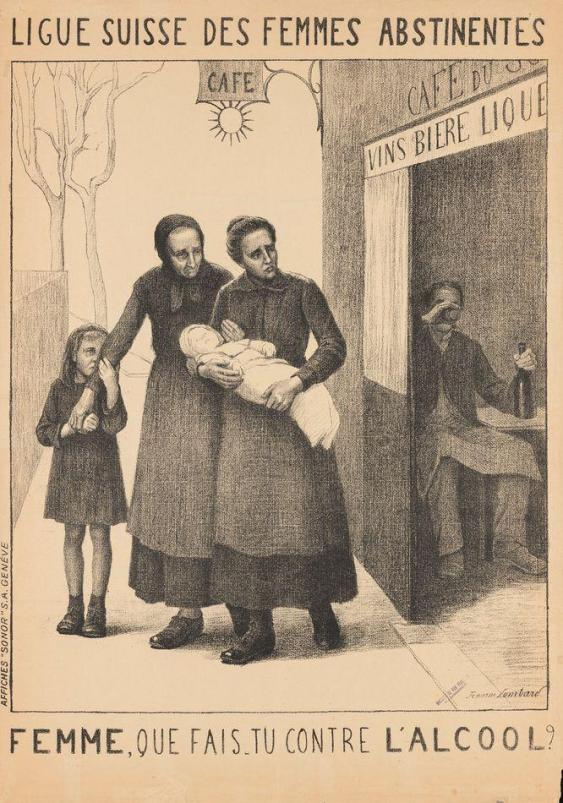
Plakat Schweizerischer Bund abstinenter Frauen von Jeanne Lombard, 1910

Der Schweizerische Bund abstinenter Frauen (SBAF, französisch Ligue suisse des femmes abstinentes) war von 1902 bis 2002 eine Frauenorganisation in der Schweiz, die sich der Bekämpfung des Alkoholismus verschrieben hatte.

## Geschichte
Der Verein wurde im Jahr 1902 in Basel von der Zürcher Schriftstellerin und Temperenzlerin Hedwig Bleuler-Waser (1869–1940) zusammen mit der Ärztin Marie Heim-Vögtlin (1845–1916) und der Frauenrechtlerin Clara Ragaz-Nadig (1874–1957), Ehefrau von Leonhard Ragaz, und anderen Personen gegründet. In den Anfängen der Abstinenzbewegung hatte der Waadtländer Louis-Lucien Rochat (1849–1917) in Genf im Jahr 1877 das Blaue Kreuz als Selbsthilfegruppe für alkoholsüchtige Personen gegründet. Mit dem Schweizerischen Bund abstinenter Frauen sollten nun gezielt Frauen für die Abstinenzbewegung gewonnen werden. Die Untergruppe des SBAF für die Westschweiz entstand im Jahr 1904, die Sektion Genf im Jahr 1913. Hedwig Bleuler-Waser setzte sich zusammen mit anderen Personen auch publizistisch für die Antialkoholbewegung ein. Der Schweizerische Bund abstinenter Frauen führte zu diesem Zweck eine eigene Schriftstelle.
Von der Genfer Grafikerin und Künstlerin Jeanne Lombard (1865–1945) liess der SBAF um 1910 ein Werbeplakat mit dem Text Ligue suisse des femmes abstinentes – Femme, que fais tu contre l’alcool? gestalten.

Buffet der Soldatenstube in Alle JU

Im Ersten Weltkrieg baute der Schweizerische Bund abstinenter Frauen zusammen mit Else Züblin-Spiller (1881–1948) ein Netz alkoholfreier Soldatenstuben auf, um dem Alkoholkonsum der Soldaten während der Aktivdienstzeit vorzubeugen. Auch später führten der Bund oder seine kantonalen Sektionen – so wie u. a. auch der Zürcher Frauenverein für alkoholfreie Wirtschaften – Restaurants und andere Verpflegungsstellen ohne Alkohol im Angebot, so wie etwa das Zürcher Volkshaus, das Milchhüsli bei den Badeplätzen an den Drei Weieren in St. Gallen oder das Gartenrestaurant Crémerie du parc La Grange im Parc La Grange in Genf. Dieses Lokal betreute die Genfer Sektion bis zu Beginn des 21. Jahrhunderts; in den 1940er Jahren propagierte sie zudem mit einem Verkaufsstand in der Innenstadt von Genf den Konsum von Fruchtsäften und das Konservieren von Früchten und Gemüse. Seit 1923 belieferte die Basler Gruppe des SBAF mit einem eigens dafür eingerichteten Lieferwagen Arbeiter und Angestellte auf Baustellen und in Fabriken mit Verpflegung und Getränken. Um Kleinkinder vom Alkoholkonsum fernzuhalten, bildete der SBAF zusammen mit den Eltern lokale Wiegenbandgruppen.
Von 1945 bis 1955 war Clara Nef (1885–1983) aus Herisau die Präsidentin des Schweizerischen Bundes abstinenter Frauen, später leiteten u. a. Annette Högger und Eva Bernoulli (1903–1995) die Organisation. Augusta Gillabert (1869–1940) stand als prominente Waadtländer Frauenrechtlerin an der Spitze der Westschweizer Sektion. Eva Nadig (1871–1961) war eine Präsidentin der Churer Sektion.
Anlässlich der 100-Jahr-Feier des SBAF im Jahr 2002 wurde die Organisation als Dachverband aufgelöst. Verschiedene regionale Sektionen führen ihre Tätigkeit jedoch weiter. Historische Bestände aus dem Vereinsarchiv des Schweizerischen Bundes abstinenter Frauen werden im Gosteli-Archiv aufbewahrt.